# Frank Pergande
Frank Pergande (* 1958 in Ost-Berlin) ist ein deutscher Journalist und Autor.

## Leben
Pergande wuchs in der DDR auf und studierte in Leipzig Journalistik. 1982 schloss er sein Studium mit der Diplomarbeit Zur Geschichte der ‚Frankfurter Allgemeinen Zeitung’ – ein Beitrag zur Erforschung der Funktion des imperialistischen Journalismus in der BRD ab. Dabei betrachtete er unter anderem die „Rolle der FAZ im staatsmonopolistischen Apparat der Manipulation in der BRD“. Er diente als Gefreiter bei den DDR-Grenztruppen.
Später arbeitete er bei verschiedenen Lokalzeitungen, bevor er 1998 zur Frankfurter Allgemeinen Zeitung kam. Er war bis Juli 2017 politischer Korrespondent des Blattes für die norddeutschen Bundesländer Hamburg, Schleswig-Holstein und Mecklenburg-Vorpommern. Seit August 2017 schreibt er für die Frankfurter Allgemeine Sonntagszeitung mit Sitz in Berlin.

## Schriften
- Östlich der Müritz. Ein Reisebegleiter. Thomas Helms Verlag, Schwerin 2003, ISBN 3-935749-10-4.
- Zweieinhalb Stunden von Berlin. Ein Reisebegleiter für die Insel Usedom.  Thomas Helms Verlag, Schwerin 2005, ISBN 3-935749-55-4.
- Hundertzwanzig Stufen. Der Tollensesee. Ein Reisebegleiter. Thomas Helms Verlag, Schwerin 2007, ISBN 978-3-935749-77-0.
- Mitten ins Herz, historischer Kriminalroman.  Thomas Helms Verlag, Schwerin 2008, ISBN 978-3-940207-18-0.
- Der Fluch der Ente, Kriminalroman.  Thomas Helms Verlag, Schwerin 2011, ISBN 978-3-940207-58-6.
- John F. Kennedy. Vom mächtigsten Mann der Welt zum Mythos. Bucher-Verlag, München 2011, ISBN 978-3-7658-1828-8.
- Die 50 wichtigsten Fragen: Friedrich der Große. Bucher-Verlag, München 2011, ISBN 978-3-7658-1831-8.
- Alles Salz kommt aus dem Meer. Ein Reisebegleiter vom Darß bis an den Kummerower See  Thomas Helms Verlag, Schwerin 2014, ISBN 978-3-940207-03-6
- Die Inselkrähe von Mirow. (Ein Roman in Briefen). Kriminalroman. Hinstorff, Rostock 2014, ISBN 978-3-356-01871-4.
- Blutspur am Schloss Bothmer. Ostseekrimi. Hinstorff, Rostock [2022], ISBN 978-3-356-02428-9.
- Das Lenthe-Spiel. Roman. Ahrensburg, tredition 2023, ISBN 978-3-347-86538-9.